# 慶北内陸線
慶北内陸線は大韓民国慶尚北道金泉市にある金泉駅と同盈徳郡にある盈徳駅を結ぶ鉄道計画である。義城駅、青松郡を経由する、延長133.5kmの単線電化路線が提案されている。「第3次国家鉄道網構築計画」に記載することを期待する意見があった。しかし、記載されなかった。